# Sarah Blaffer Hrdy
Sarah Blaffer Hrdy   (Dallas, 11 de juliol de 1946) és una antropòloga i primatòloga estatunidenca que ha fet notables contribucions a la psicologia evolutiva i la sociobiologia. Es considera «una pionera reconeguda en la modernització de la comprensió de la base evolutiva del comportament femení tant en primats no humans com humans». L'any 2013, Hrdy va rebre un premi a la carrera professional per la «contribució científica distingida» de la Human Behavior and Evolution Society.
Hrdy és professora emèrita del departament d'antropologia de la Universitat de Califòrnia a Davis. També ha estat associada al Museu Peabody d'Arqueologia i Etnologia de la Universitat Harvard. Com a reconeixement als seus èxits, la revista Discover la va destacar l'any 2002 com una de les 50 dones més importants de la ciència. El 2024 va publicar Father Time: A natural History of Men and Babies.

## Biografia
Sarah Blaffer va néixer l'11 de juliol de 1946 a Dallas. És neta de la filantropa Sarah Campbell Blaffer i de Robert Lee Blaffer, cofundador de la companyia petroliera Humble Oil. Es va criar a Houston i va assistir a l'escola St. John's abans de matricular-se a l'escola St. Timothy's a Stevenson (Maryland), on es va graduar el 1964.
A divuit anys, Blaffer es va matricular a l'alma mater de la seva mare, el Wellesley College de Massachusetts. Al final del seu segon any, es va traslladar al Radcliffe College, llavors la part femenina de Harvard, per a estudiar amb el maianista Evon Z. Vogt.
Especialitzada en antropologia, la seva tesi de llicenciatura va ser sobre el dimoni maia H'ik'al publicat com el seu primer llibre, The Black-man of Zinacantan, el 1972. Va ser membre de Phi Beta Kappa i es va graduar cum laude el 1969 amb un Bachelor of Arts.
Hrdy va ingressar a la Universitat Harvard a un postgrau el 1970 per a estudiar el comportament dels primats i poder anar a l'Índia i esbrinar per què els mascles colobins mataven nadons. Va treballar sota la supervisió del professor d'antropologia Irven DeVore i dels biòlegs evolucionistes Robert Trivers i Edward Osborne Wilson i va obtenir un doctorat en antropologia el 1975.
Sarah Blaffer va conèixer Daniel Hrdy a Harvard, qui la va acompanyar en les primeres visites al mont Abu, i es van casar el 1972 a Katmandú i tenen tres fills.
Hrdy va alternar el treball de recerca a l'Índia amb Harvard fins al 1979. Entre 1974 i 1984, va ensenyar durant breus períodes a la Universitat de Massachusetts, Boston, Harvard i la Universitat Rice, i va treballar com a voluntària a la guarderia de la seva filla fins al 1984, quan es va incorporar a la Universitat de Califòrnia a Davis com a professora d'antropologia. Hrdy es va jubilar el 1996, convertint-se en professora emèrita d'antropologia a la UC Davis, on continua involucrada en el grup de graduats en comportament animal.

## Recerca

### The Langurs of Abu
Hrdy va sentir parlar per primera vegada de colobins durant una classe de pregrau de comportament dels primats impartida per l'antropòleg Irven DeVore el 1968. DeVore va comentar la relació entre l'amuntegament i la matança de nadons a les colònies de langurs. Després de graduar-se, Hrdy va tornar a Harvard per a realitzar estudis de postgrau, amb l'objectiu d'entendre millor el fenomen de l'infanticidi en els primats. La perspectiva evolutiva comparada de la sociobiologia va donar forma al treball de Hrdy durant els anys següents.
Encara que Hrdy havia anat inicialment al mont Abu per a examinar la hipòtesi que l'amuntegament era responsable de l'infanticidi, aviat es va adonar que la seva hipòtesi inicial era errònia. Els nadons només eren atacats quan els mascles entraven al sistema de cria des de fora. Això la va portar al que va anomenar la hipòtesi de la selecció sexual per a explicar l'infanticidi. Els mascles estan eliminant els nadons no deslletats, engendrats per mascles rivals i, en fer-ho, indueixen la mare a reprendre el cicle i ovular de nou abans del que hauria fet si hagués continuat lactant. La rotació de les seves tropes de langur es va produir aproximadament, de mitjana, cada vint-i-set mesos, deixant al mascle usurpador només una breu finestra d'oportunitat per a reproduir-se i transmetre els seus gens. Si les femelles són lactants, és probable que no ovulin durant l'any següent. Matar els seus fills dependents va fer que les femelles es tornessin fèrtils abans del que ho serien d'una altra manera.
L'elecció femenina està subvertida, ja que les femelles es veuen sotmeses a pressió per ovular i es veuen obligades a reproduir-se amb els mascles infanticides. Aquí és on entra en joc la idea de contraestratègies sexuals. Hrdy va plantejar la hipòtesi que, en aparellar-se amb un mascle que podria fer-se càrrec de la seva tropa abans d'hora, protegeixen els seus nadons nascuts posteriorment, ja que era poc probable que els mascles matessin un infant si hi havia la possibilitat que fos el seu, un comportament contra el qual es seleccionaria ràpidament. Tot i que des de llavors s'ha informat d'infanticidis per part dels mascles en l'ordre dels primats en prosimis, micos del Nou i Vell Món i simis, Hrdy no va trobar cap evidència que suggerís un «imperatiu genètic» per a l'infanticidi en humans.
El 1975, Hrdy va rebre el seu doctorat per la investigació sobre els langurs. El 1977 es va publicar en el seu segon llibre, The Langurs of Abu: Female and Male Strategies of Reproduction. La seva proposta que l'infanticidi podria ser una estratègia reproductiva evolucionada en els primats va resultar controvertida, contrariant la creença que els primats actuen pel bé del grup en lloc de promoure els interessos reproductius d'individus particulars. No obstant això, des de llavors, les seves troballes s'han replicat en altres animals i les seves explicacions són àmpliament acceptades.

### The Woman That Never Evolved
El tercer llibre de Hrdy es va publicar l'any 1981: The Woman That Never Evolved. Aquí Hrdy amplia les estratègies reproductives femenines. El llibre va ser seleccionat com un dels llibres notables per The New York Times el 1981.
El 1984, Hrdy va coeditar Infanticide: Comparative and Evolutionary Perspectives, que va ser seleccionat com a «Llibre acadèmic destacat» de 1984-1985 per Choice, la revista de l'American Library Association.

### Mother Nature
El 1999, Hrdy va publicar Mother Nature: A history of mothers, infants, and natural selection, on examina «les mares humanes i els nadons en un marc comparatiu i evolutiu més ampli», informant i formant visions de la interdependència mare-infant des d'un punt de vista sociobiològic. Hi descriu els compromisos entre la subsistència i la reproducció amb què les mares han de fer malabars, i que de vegades condueixen a «decisions» d'inversió materna difícils. En lloc d'assumir respostes maternes automàtiques, Hrdy veu l'«instint matern» com un procés que es desenvolupa d'acord amb les condicions locals i les indicacions del nadó. Subratlla que un simi que produeix una descendència tan costosa com els humans no podria haver evolucionat tret que les mares haguessin tingut l'ajuda d'altres, i s'hagués produït el que des de la sociobiologia s'anomena criança cooperativa.
Els humans van evolucionar per a dependre de l'ajuda de membres del grup diferents de la mare, és a dir, qualsevol dona o home que no sigui la mare que ajuda a tenir cura d'un nadó. En el cas humà, sovint un pare, avis o germans grans, així com ajudants no relacionats genèticament, incloses les mainaderes i els grups de cures infantils, que ajuden a cuidar i proveir els nadons, alliberant la mare per a satisfer les seves pròpies necessitats i, en el cas dels primers humans, tornar a reproduir-se abans.

### Mothers and Others: The evolutionary origins of mutual understanding
A Mother Nature, Hrdy va argumentar que els simis amb els atributs de la història de la vida de l'Homo sapiens no podrien haver evolucionat, tret que els aloparents, a més dels pares, haguessin ajudat a cuidar i proveir la descendència: «la hipòtesi de cria cooperativa».
El 2009, a Mothers and Others, Hrdy va explorar les implicacions cognitives i emocionals per als nadons que creixen en el que era (per a un simi) un context de desenvolupament nou. En lloc de confiar en la dedicació decidida de les seves mares, els joves també havien de supervisar i implicar diversos cuidadors. Altres simis posseeixen connexions cognitives per a la teoria rudimentària de la ment, però amb la criança cooperativa, els potencials rellevants per a la mentalització s'haurien expressat més plenament i, per tant, s'haurien fet més visibles per a la selecció natural. Al llarg de generacions, aquells joves que milloren el compromís intersubjectiu haurien estat millor cuidats i alimentats, donant lloc a una selecció darwiniana direccional i afavorint les capacitats particularment humanes per al compromís intersubjectiu.
El 2014, Mothers and Others, juntament amb treballs anteriors, van fer guanyar a Hrdy el National Academy's Award for Scientific Reviewing, en honor a la seva «síntesi perspicaç i visionària d'una àmplia gamma de dades i conceptes de les ciències socials i biològiques per a il·luminar la importància dels processos biosocials entre mares, nadons i altres societats evolutives dels actors humans».

## Obra publicada
- 1972: The Black-man of Zinacantan: A Central American Legend. The Texas Pan American Series. Austin: University of Texas Press. ISBN 0-292-70701-0.
- 1977: The Langurs of Abu: Female and Male Strategies of Reproduction. Cambridge: Harvard University Press. ISBN 0-674-51058-5ISBN
- 1981: The Woman that Never Evolved. Cambridge: Harvard University Press. (Chosen by the New York Times Book Review as one of Notable Books of the Year in Science and Social Science.) 1982, Japanese edition, Tokyo: Shisaku-sha Publishing; 1984, 5th printing of paperback edition, Cambridge; 1984, 1st French edition, Des guenons et des femmes. Paris: Editions Tierce, in press, 2nd French edition, Paris: Payot et Rivage; 1985, Italian edition, La Donna Che Non si E'evoluta, Franco Angeli Editore. ISBN 0-674-95539-0ISBN
- 1984: Hausfater, G. and S. Hrdy, eds. Infanticide: Comparative and Evolutionary Perspectives. New York: Aldine Publishing Co. (Selected as one of the 1984-85 "Outstanding Academic Books" by Choice, the Journal of the Association of College and Research Libraries.) ISBN 0-202-36221-3.
- 1999: Mother Nature: A History of Mothers, Infants and Natural Selection. New York: Pantheon. A BOMC Alternative Selection; selected by Publishers Weekly and by the Library Journal as one of Best Books of 1999 and a finalist for PEN USA West 2000 Literary Award for Research Nonfiction. Won the Howells Prize for Outstanding Contribution to Biological Anthropology. (Published in UK as Mother Nature: Natural selection and the female of the species. London: Chatto and Windus); also translated into Chinese, Dutch, French, German, Italian, Portuguese, Spanish, Japanese, Korean and Polish. ISBN 0-679-44265-0ISBN
- 2005: The 92nd Dahlem Workshop Report, "Attachment and Bonding: A New Synthesis." Edited by C. S. Carter, L. Ahnert, K. E. Grossmann, S. B. Hrdy, M. E. Lamb, S. W. Porges, and N. Sachser. ©MIT Press. ISBN 0-262-03348-8ISBN
- 2009: Mothers and Others: The Evolutionary Origins of Mutual Understanding. Cambridge: Harvard University Press. ISBN 0-674-03299-3ISBN
- 2024: Father Time: A Natural History of Men and Babies. Princeton University Press. ISBN 0-691-23877-4